# Symbrenthia confluens
Symbrenthia confluens är en fjärilsart som beskrevs av Hans Fruhstorfer 1896. Symbrenthia confluens ingår i släktet Symbrenthia och familjen praktfjärilar. Inga underarter finns listade i Catalogue of Life.